# Metamorpha epaphus
Metamorpha epaphus is een vlinder uit de familie Nymphalidae. De wetenschappelijke naam van de soort is voor het eerst geldig gepubliceerd in 1811 door Pierre André Latreille.